# Plongeon aux Jeux olympiques d'été de 1956
Navigation
Helsinki 1952 Rome 1960
À l'occasion des Jeux olympiques d'été de 1956, quatre compétitions de plongeon furent organisées dans la Piscine olympique de Melbourne (en) du 30 novembre au 6 décembre. 58 plongeurs venus de 16 pays se disputèrent les 12 médailles mises en jeu.

## Tableau des médailles pour le plongeon
| Place | Nation     | Médaille d'or | Médaille d'argent | Médaille de bronze | Total |
| ----- | ---------- | ------------- | ----------------- | ------------------ | ----- |
| 1     | États-Unis | 3             | 4                 | 2                  | 9     |
| 2     | Mexique    | 1             | 0                 | 1                  | 2     |
| 3     | Canada     | 0             | 0                 | 1                  | 1     |

## Participants par nations
| - Australie (10 : 6 hommes et 4 femmes) - Autriche (1 : 0 - 1) - Brésil (2 : 1 - 1) - Canada (2 : 1 - 1) - Chili (1 : 1 - 0) - Danemark (1 : 0 - 1) - États-Unis (11 : 6 - 5) - Finlande (1 : 1 - 0) | - France (2 : 1 - 1) - Hongrie (2 : 2 - 0) - Israël (1 : 1 - 0) - Japon (4 : 2 - 2) - Mexique (3 : 3 : 0) - Royaume-Uni (5 : 3 - 2) - Suède (2 : 0 - 2) - Union soviétique (11 : 5 - 6) |

## Résultats

### Tremplin 3 mètres
| Rang               | Pays             | Plongeur           | Points |
| ------------------ | ---------------- | ------------------ | ------ |
| Médaille d'or      | États-Unis       | Bob Clotworthy     | 159,56 |
| Médaille d'argent  | États-Unis       | Donald Harper      | 156,23 |
| Médaille de bronze | Mexique          | Joaquín Capilla    | 150,69 |
| 4                  | États-Unis       | Glen Whitten       | 148,55 |
| 5                  | Union soviétique | Gennady Udalov     | 140,64 |
| 6                  | Union soviétique | Roman Brener       | 139,14 |
| 7                  | Chili            | Günther Mund Borgs | 137,53 |
| 8                  | Hongrie          | Gerlach József     | 136,08 |

| Rang               | Pays             | Pongeuse                     | Points |
| ------------------ | ---------------- | ---------------------------- | ------ |
| Médaille d'or      | États-Unis       | Patricia McCormick           | 142,36 |
| Médaille d'argent  | États-Unis       | Jeanne Stunyo                | 125,89 |
| Médaille de bronze | Canada           | Irene MacDonald              | 121,40 |
| 4                  | États-Unis       | Barbara Gilders-Dudeck       | 120,76 |
| 5                  | Union soviétique | Valentina Chumicheva         | 118,50 |
| 6                  | Royaume-Uni      | Phyllis Long                 | 107,61 |
| 7                  | France           | Nicole Péllissard-Darrigrand | 106,32 |
| 8                  | Japon            | Kanoko Tsutani               | 103,12 |

### Plateforme 10 mètres
| Rang               | Pays             | Plongeur        | Points |
| ------------------ | ---------------- | --------------- | ------ |
| Médaille d'or      | Mexique          | Joaquín Capilla | 152,44 |
| Médaille d'argent  | États-Unis       | Gary Tobian     | 152,41 |
| Médaille de bronze | États-Unis       | Richard Connor  | 149,79 |
| 4                  | Hongrie          | Gerlach József  | 149,25 |
| 5                  | Union soviétique | Roman Brener    | 142,95 |
| 6                  | États-Unis       | William Farrell | 139,12 |
| 7                  | Hongrie          | Siák Ferenc     | 138,83 |
| 8                  | Union soviétique | Mikhail Chachba | 134,52 |

| Rang               | Pays             | Pongeuse                      | Points |
| ------------------ | ---------------- | ----------------------------- | ------ |
| Médaille d'or      | États-Unis       | Patricia McCormick            | 84,85  |
| Médaille d'argent  | États-Unis       | Juno Stover-Irwin             | 81,64  |
| Médaille de bronze | États-Unis       | Paula Myers-Pope              | 81,58  |
| 4                  | France           | Nicole Péllissard-Darrigrand  | 78,80  |
| 5                  | Union soviétique | Tatyana Karakashyants-Vereina | 76,95  |
| 6                  | Union soviétique | Lyubov Shigalova              | 76,40  |
| 7                  | Royaume-Uni      | Phyllis Long                  | 76,15  |
| 8                  | Suède            | Birte Christoffersen-Hanson   | 75,21  |

## Source
- (en) The Official Report of the Organizing Committee of the XVI Olympiad Melbourne 1956, [PDF]